# 新庄镇 (萧县)
新庄镇，是中华人民共和国安徽省宿州市萧县下辖的一个乡镇级行政单位。

## 行政区划
新庄镇下辖以下地区：
新庄社区、李集村、铁佛村、李庄村、张庄村、郭套村、小集子村、小桥村、沟头村、杜集村、马郑庄村、邵套村、西阁村、东阁村、常庄村和东阁园艺场。